# Афанасьев, Анатолий Петрович (топонимист)
Анатолий Петрович Афанасьев (1935, д. Нижний Выльыб, Удорский район, Коми АССР — 2004) — советский и российский исследователь географических названий (топонимист), историк, учитель. Кандидат исторических наук (1973). Автор словаря-справочника «Топонимия Республики Коми», один из составителей словаря-справочника «Географические названия Коми АССР».

## Биография
Родился в 1935 году в деревне Нижний Выльыб Удорского района Коми АССР.
В 1954—1956 годах — курсант военного авиационно-технического училища, по его завершении в 1956—1958 гг. — офицер в Советской Армии.
В 1958 году вышел в запас. Приехал в Москву и поступил на географический факультет МГУ. Здесь проучился в 1958—1963 гг.
После окончания вуза в 1964—1973 гг. работал учителем географии и истории в школах города Клин Московской области, одновременно учился в аспирантуре.
В 1973 г. защитил диссертацию по теме «Заселение бассейна Мезени в XV—XVII вв.» и присвоена учёная степень «кандидат исторических наук».
В 1974—1981 гг. — старший преподаватель кафедры истории СССР Калининского государственного университета.
В 1980—1989 гг. — заведующий лабораторией географических названий СССР ЦНИИ геодезии, аэросъемок и картографии.
В 1989—1994 гг. — ведущий научный сотрудник Института культуры Минкультуры СССР и РФ.
После 1994 года работал доцентом кафедры коми и финно-угорского языкознания Сыктывкарского университета.